# Spirama triloba
Spirama triloba là một loài bướm đêm trong họ Erebidae.